# ورونیک هنشن
ورونیک هنشن (به انگلیسی: Veronique Henschen) (زادهٔ ۸ آوریل ۱۹۸۸ میلادی) یک سوارکار زن رشتهٔ درساژ اهل کشور لوکزامبورگ است. او در بازی‌های جهانی سوارکاری ۲۰۱۴ نمایندهٔ این کشور بود. او همچین در دو دوره مسابقات قهرمانی درساژ اروپا نیز از این کشور نمایندگی می‌کرد. (در سالهای ۲۰۱۳ و۲۰۱۵)
بهترین نتیجه او در بخش مسابقات قهرمانی در حال حاضر مقام چهاردهم مسابقات قهرمانی اروپا در بخش تیمی درساژ ۲۰۱۳ است که در شهر هرنینگ برگزار شد. بهترین نتیجه در بخش انفرادی او نیز مربوط به همین مسابقات می‌شود که مقام ۳۶ام را بدست آورده‌است.